# Canyelles, l’Almadrava i Santa Rosa de Puig-Rom
Canyelles, l’Almadrava i Santa Rosa de Puig-Rom – miejscowość w Hiszpanii, w Katalonii, w prowincji Girona, w comarce Alt Empordà, w gminie Roses.
Według danych INE z 2005 roku miejscowość zamieszkiwało 1 061 osób.